# 深溪 (佛羅里達州)
深溪（英語：Deep Creek）是位於美國佛羅里達州夏洛特縣的一個非建制地區。該地的面積和人口皆未知。

## 地理
深溪的座標為26°59′25″N 82°06′21″W / 26.99028°N 82.10583°W，而該地的平均海拔高度為1米（即3英尺）。